# Pfefferfließ
Das Pfefferfließ ist ein über elf Kilometer langer, rechter Zufluss der Nieplitz in Brandenburg. Es ist hinsichtlich des Naturschutzes und der Moor-Renaturierung im Naturpark Nuthe-Nieplitz bedeutsam.

## Verlauf
Das morastige, von Rinnsalen durchzogene Quellgebiet des Fließes liegt in der Nähe von Luckenwalde bei Frankenförde im Baruther Urstromtal. Der im Oberlauf noch unverbaute Bach fließt geradlinig durch Wiesen und Felder in nördliche Richtung und erreicht mit dem Dorf Gottsdorf die ausgedehnte Gemeinde Nuthe-Urstromtal. Durch eine Wiesen-Landschaft verläuft das Pfefferfließ zwischen den Dörfern Dobbrikow und Hennickendorf hindurch, vorbei an den neu entstandenen Seen bei Stangenhagen und mündet zurzeit direkt vor dem Blankensee bei Körzin in die Nieplitz. Die Mündung liegt genau gegenüber der Stelle, an welcher der verhältnismäßig breite Königsgraben Tremsdorf von der Nieplitz abzweigt. Sollten entsprechende Planungen der Gemeinde Stangenhagen Realität werden, wird das Pfefferfließ rund eintausend Meter zurück im vorgesehenen Stangenhagener See die Nieplitz erreichen.

## Gewässerqualität
Das Gewässer wird hinsichtlich der Gewässerqualität und den Vorgaben der Europäischen Wasserrahmenrichtlinie vom brandenburgischen Landesamt für Umwelt unter der EU-Kennung DERW_DEBB58488_419 überwacht und regelmäßig dokumentiert. Der im 3. Bewirtschaftungszeitraum 2021 erstellte Steckbrief bescheinigt dem Fließ zwar einen guten Wasserhaushalt und entsprechende morphologische Eigenschaften, aber einen schlechten ökologischen Gesamtzustand, eine schlechte Fischfauna und beurteilt den chemischen Zustand als „nicht gut“.

## Ökologie
Das Pfefferfließ ist ein Bach, der in einem grundwassergespeisten Niedermoorgebiet entspringt. Der Boden um das Fließ ist gekennzeichnet durch Flachmoortorf auf sandigem Grund, in dem Raseneisenstein-Einschlüsse gefunden werden können.

### Königsgraben und Moor-Renaturierung im Unterlauf

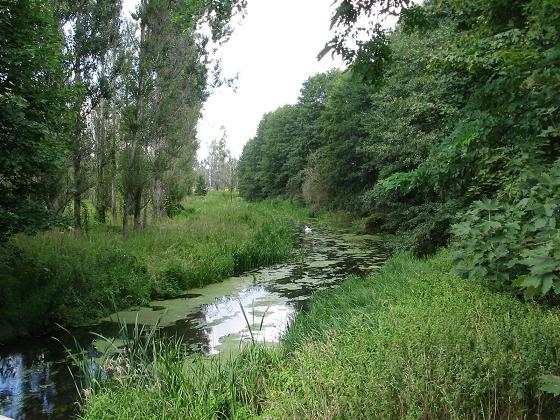
Unterlauf bei Stangenhagen

Nicht nur im Oberlauf des Fließes war der märkische Boden sumpfiges Überschwemmungsgebiet, auch im Unterlauf bei Stangenhagen, Körzin war das Land noch um 1750 eine Wildnis mit Flachmooren, in der man nichts als Wasser, Ströme, Busch und Schilf um sich sah. Erst als Friedrich der Große in den Jahren 1772 bis 1782 den Königsgraben anlegen ließ, konnten die beträchtlichen Wassermengen des Pfefferfließes schneller an der folgenden Nieplitz-Seenkette vorbei direkt in die Nuthe abgeleitet und das Land zum Teil in den von Friedrich verlangten nutzbaren Stand versetzt werden. Ein ausgedehntes System mit größeren Gräben wie Pfeffergraben und Strassgraben führt noch heute dem Fließ Wasser aus dem Feuchtgebiet zu.
Doch erst im Jahre 1967, als ein Schöpfwerk in Stangenhagen seine Arbeit zugunsten der Landwirtschaft aufnahm, konnte das Gebiet nachhaltig trockengelegt werden. Das hatte wiederum eine erhebliche Zerstörung des noch bestehenden Restmoores zur Folge, dass nach dem Abschalten des Schöpfwerkes seit 1991 außerordentlich schnell zu einem neuen, noch auf vielen Landkarten nicht verzeichneten Flachsee wurde. Bis aus einem solchen wiedervernässten Gebiet wieder ein lebendes Moor wird, vergehen Jahre. Siehe dazu, zu Flora und Fauna sowie dem neuen Vogelbeobachtungsturm ausführlich Stangenhagen.

### Naturschutzgebiet Oberes Pfefferfließ

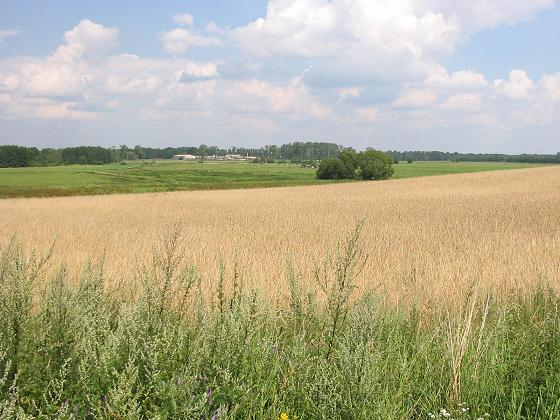
Niederung, Blick vom Pekenberg

Im Oberlauf bildet das Pfefferfließ das rund 250 Hektar große NSG Oberes Pfefferfließ, das erst seit April 2003 als Naturschutzgebiet ausgewiesen ist. Die entsprechende Verordnung vom 14. April 2003 hebt als Schutzzweck des Naturschutzgebietes, das naturräumlich zur «Luckenwalder Heide» gehört und eine wichtige Rolle im regionalen Biotopverbund spielt, insbesondere folgende Maßnahmen hervor:
- Die Erhaltung und Entwicklung als Lebensraum wild lebender Pflanzengesellschaften, insbesondere charakteristischer und seltener, in ihrem Bestand bedrohter nährstoffarmer Moortümpelgesellschaften, Kleinseggenrasen, Röhricht- und Großseggengesellschaften, Trockenrasen sowie des Stieleichen-Hainbuchenwaldes;
- die Erhaltung und Entwicklung des Gebietes als Lebens- bzw. Rückzugsraum und potenzielles Wiederausbreitungszentrum wild lebender Tierarten, insbesondere für Sumpf- und Wasservögel sowie Wiesenbrüter sowie für an aquatische Lebensräume gebundene Säugetiere;
- die Erhaltung und Entwicklung eines naturnahen, mäandrierenden Fließgewässers mit bemerkenswerter Fischfauna;
- die Erhaltung und Wiederherstellung der Selbstreinigungskraft des Fließgewässers;
- die Erhaltung und Entwicklung der Funktion eines regionalen Biotopverbundes

Die Pflege- und Entwicklungsmaßnahmen führen zu einer bereits sichtbaren naturnahen Fließgewässermorphologie mit extensiv genutzten Pufferzonen. Bei hohem Grundwasserstand fließt der Bach auf alluvialem Boden (Flachmoortorf auf Sand bei nahem Grundwasser) durch weite Schilfbestände und Seggenriede. Reste eines Stieleichen-Hainbuchenwaldes und Trockenrasenflächen ergänzen das derzeitige Naturbild.

## Wassermühlen am Fließ

### Obermühle

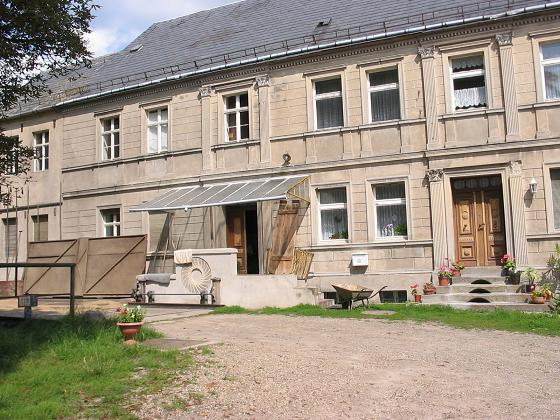
Obermühle

Wie an Nuthe und Nieplitz gab es auch am Pfefferfließ einige Wassermühlen. Der Name des Fließes entstammt angeblich der Lautmalerei es peperte so, womit der Klang des Fließes und der Mühlsteine ausgedrückt werden sollte. Erhalten und teilweise saniert sind nördlich von Gottsdorf die Gebäude der Obermühle und einen Kilometer weiter flussabwärts die der Klinkenmühle; die alte Obermühle ist als Mahlmühle noch in Betrieb. Allerdings gibt es keine sichtbare Mühlenromantik mit außen liegendem Wasserrad, denn das Mühlrad liegt im Inneren der Mühle. Zur Obermühle gehören ein Wohnhaus, eine Bäckerei und ein Backofen; alte Mühlsteine sind an einigen Stellen in das Mauerwerk eingelassen. Gegenüber der Obermühle, auf der anderen Seite des Fließes führt die Mühlenroute vorbei, eine 17,5 Kilometer lange Nordic-Walking-Rundstrecke des neuen  Fläming-Walk, der mit weiteren Strecken im Verbund von Naturpark Nuthe-Nieplitz und Gemeinde Nuthe-Urstromtal angelegt wurde.

### Klinkenmühle

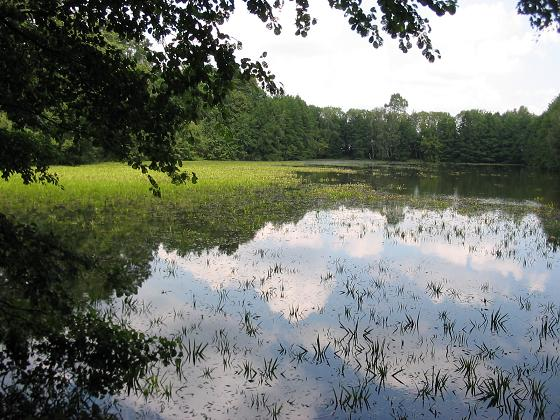
Flachsee an der Klinkenmühle

Beide Mühlen befanden sich durch den Verkauf Luckenwaldes an das Kloster Zinna (1285) im Besitz der Zisterziensermönche. Die Klinkenmühle stand ursprünglich und bereits im 14. Jahrhundert bei Dobbrikow und wurde um die Mitte des 17. Jahrhunderts in die Nähe von Gottsdorf verlegt. Wie diese ehemalige Untermühle zu ihrem Namen kam, ist unklar. Wahrscheinlich leitet sich der Name nicht von Klinke, sondern von klingen ab, denn die Legende schreibt dem Großen Kurfürsten nach der Versetzung der Mühle an den gefällereicheren Abschnitt den Ausspruch zu: Jetzt klingts besser. Aber auch die ehemaligen Müller nehmen der Überlieferung nach die Namensgebung „in Anspruch“, hörten sie das Fließ doch angeblich klingen. Heute ist die Mühle nicht mehr in Betrieb; der typische Fachwerkbau und seine Nebengebäude sind erhalten und modernisiert und werden als Bauernhofpension genutzt.
Siehe auch: ausführlicher zur Entwässerung der Gesamtregion Gröben (Ludwigsfelde); siehe ferner Fauna-Flora-Habitat-Richtlinie, Biosphärenreservat